# Лисенко, Наталья Андриановна

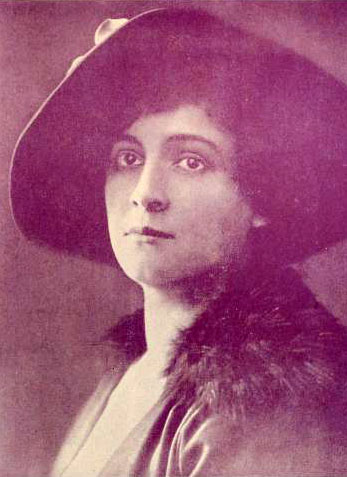
Наталья Андриановна Лисенко (1917)

Наталья Андриановна Лисенко (10 августа 1884 или 1886, Николаев — 7 октября (7 января) 1969, Париж) — русская и французская актриса, звезда немого кино.
Племянница украинского композитора и пианиста Н. В. Лисенко (Лысенко).

## Биография
В 1904 году Наталья Лисенко окончила студию МХТ, после чего вместе с первым мужем Николаем Радиным работала в провинциальных русских театрах. Затем — в Москве, в Театре Корша.
В 1909—1912 — актриса Киевского театра Соловцова.
К этому времени распался короткий брак с актёром Николаем Радиным: вскоре он становится мужем актрисы Елены Шатровой, с которой прожил до конца жизни, а она — женой звезды немого кино Ивана Мозжухина. Хотя на сценической и киносъёмочной площадке Лисенко и Радину ещё доводилось встречаться.
С 1915 года начала активно сниматься в кино, первая кинороль — Катюша Маслова в одноимённом фильме режиссёра П. И. Чардынина по роману Л. Н. Толстого «Воскресение».
В феврале 1920 года на греческом товарном судне «Пантера» вместе с мужем Иваном Мозжухиным и ещё несколькими артистами и работниками студии «Товарищество И. Ермольева» покинула Россию. С 1920 года жила в Париже, продолжая кинокарьеру за рубежом. Российская кинокомпания «Товарищество Иосифа Ермольева», прибыв во Францию, вскоре поменяла название на «Альбатрос» и стала французской, а Иван Мозжухин по-прежнему оставался в ней основным актёром, партнёршей которого часто была его жена Наталья Лисенко.
Ушла из жизни 7 октября (или 7 января) 1969 года в Париже. Похоронена на кладбище Сент-Женевьев-де-Буа.

## Роли в кино
- 1915 — Катюша Маслова — Катюша Маслова
- 1915 — Леон Дрей — Берта
- 1915 — На окраинах Москвы — Василиса, кухарка
- 1915 — Наташа Проскурова — Наташа, модистка
- 1915 — Николай Ставрогин
- 1915 — Тайна нижегородской ярмарки
- 1916 — Без вины виноватые — Кручинина
- 1916 — Грех — Елена
- 1916 — Жизнь — миг, искусство — вечно
- 1916 — И песнь осталась недопетой — графиня Валишевская
- 1916 — Любовь сильна не страстью поцелуя — кафешантанская певица
- 1916 — На бойком месте — Евгения
- 1916 — Не пожелай жены ближнего твоего — графиня Валишевская
- 1916 — Нищая — актриса
- 1916 — Суд божий — Рыбцова
- 1916 — Сын гадалки — гадалка
- 1916 — Ястребиное гнездо — Глаша, любовница Осоргина
- 1917 — Во власти греха — Елена
- 1917 — Горькая доля — Катерина
- 1917 — Кулисы экрана — актриса Лисенко
- 1917 — Не говорите мне, он умер — Жанна, жена художника
- 1917 — Отец Сергий — вдова купчиха Маковкина
- 1917 — Прокурор — актриса Бетти Клай
- 1917 — Сатана ликующий — Эсфирь, мать Сандро
- 1918 — Богатырь духа — Иза, невеста Лео
- 1918 — Малютка Элли — Клара Кларсон
- 1918 — Немой страж — любовница графа
- 1918 — Черная стая
- 1918 — Член парламента
- 1919 — Голгофа женщины
- 1919 — Наследник по заказу
- 1919 — Ответный удар
- 1919 — Тайна королевы — незнакомка, королева Силистрии
- 1920 — Страшное приключение / L’angoissante aventure — Ивонн / Yvonne
- 1921 — Бури / Tempêtes (Франция) — Соня // Sonia
- 1921 — Дитя карнавала (Франция)
- 1921 — Закон и любовь
- 1921 — Правосудие превыше всего / Justice d’abord (Франция) — Ивонна
- 1921 — Слуга слепого долга
- 1922 — Голос совести
- 1922 — Дикарка / La Fille sauvage (Франция) — Жанклин Жервуаз // Jacqueline Gervoise
- 1922 — Ночь карнавала / Nuit de Carnaval (Франция)
- 1922 — Ответ / La Riposte
- 1923 — Гримасы Парижа (Костёр пылающий) / Le Brasier Ardent (Франция) — Женщина
- 1923 — Когда дьявол спит
- 1923 — Муки любви // Calvaire d’amour (Франция) — Элен Бремон / Hélène Brémond
- 1923 — Проходящие тени
- 1923 — Страшное приключение (Германия, Франция) — Кларисса
- 1923 — Ужасное приключение / L’Angoissante aventure (Франция)
- 1924 — Кин, или Гений и беспутство / Kean ou Desordre et Genie (Франция)
- 1924 — Лев Моголов / Le Lion de Mogols — Анна // Anna
- 1924 — Мимолетные тени / Les Ombres qui passent (Франция)
- 1925 — Афиша / L’Affiche (Франция)
- 1926 — Савур-могила (СССР)
- 1927 — Казанова / Casanova (Франция)
- 1927 — На рейде / En rade (Франция)
- 1928 — Любовные похождения Распутина / Rasputins Liebesabenteuer (Германия) — госпожа Татаринова / Frau Tatarinoff
- 1928 — Пять страшных дней (Германия)
- 1928 — Ура! Я живу! / Hurrah! Ich lebe! (Германия)
- 1930 — Княжеские ночи / Nuits de princes (Франция)
- 1932 — Парижские миражи / Mirages de Paris
- 1932 — Этот негодяй Морен / Ce cochon de Morin (Франция)
- 1933 — La mille et deuxième nuit — Фатима // Fatima
- 1937 — Пиковая дама / La Dame de pique (Франция) — эпизод
- 1939 — Le veau gras — дама / La dame de compagnie